# Неркин-Сасунашен
Неркин-Саснашен (арм. Ներքին Սասնաշեն) — село в Арагацотнской области Армении.

## География
Село расположено на западе центральной части Талинской области, на расстоянии 40 километров к западу от города Аштарак, административного центра области. Абсолютная высота — 1800 метров над уровнем моря.
Климат
Климат характеризуется как умеренно холодный, влажный (Dfb в классификации климатов Кёппена). Среднегодовая температура воздуха составляет 6,2 °C. Средняя температура самого холодного месяца (января) составляет −7,6 °С, самого жаркого месяца (июля) — 18,4 °С. Расчётная многолетняя норма атмосферных осадков — 444 мм. Наибольшее количество осадков выпадает в мае (79 мм).

## Население
Иван Шопен отмечал, что согласно сведениям из "Камерального описания", составленного в 1829-1831 годах, в селе Каргаковмас Талинского магала Эриванской провинции проживало 49 человек, все из которых - мусульмане("мюгаммедане").
По данным «Сборника сведений о Кавказе» за 1880 год в селе Караковмаз Эчмиадзинского уезда по сведениям 1873 года было 34 двора и проживало 265 человек, в основном азербайджанцев (указаны как «татары»), которые были шиитами.
По данным Кавказского календаря на 1912 год, в селе Караковмаз Эчмиадзинского уезда проживало 394 человек, в основном азербайджанцев, указанных как "татары".
Сегодня в селе проживают потомки армян, в 1915-1920 годах бежавших из Османской империи, а именно из исторических областей Муш и Сасун Западной Армении (из деревень Хлховит, Бадрмут, Сареканк, Мджгех, Хан и др.), а также из города Хнус.
| Год переписи | Население          | Население          | Население          | Население            | Население            | Население            |
| Год переписи | Наличное население | Наличное население | Наличное население | Постоянное население | Постоянное население | Постоянное население |
| Год переписи | Всего              | Мужчины            | Женщины            | Всего                | Мужчины              | Женщины              |
| ------------ | ------------------ | ------------------ | ------------------ | -------------------- | -------------------- | -------------------- |
| 2001         | 942                | 458                | 484                | 999                  | 510                  | 489                  |
| 2011         | 867                | 419                | 448                | 904                  | 452                  | 452                  |